# حلوى القطائف
القطائف هي معجنات عثمانية حلوة منسوجة تحظى بشعبية في منطقة البلقان وبلاد الشام، وتُستخدم في العديد من الحلويات في الشرق الأوسط.

## التحضير
القطائف هي عبارة عن خيوط من العجين الناعم محشوة باللوز المطحون أو الجوز وشراب السكر. يتم تتبيل هذه الحشوة بسكر الفانيليا ثم لفها في خيوط العجين. بعد الخبز والتبريد، يتم نقعه في شراب السكر بالليمون.

## علم أصول الكلمات والتاريخ
القطائف تأتي من جمع الكلمة العربية "قطيفة". يُطلق على نفس المكون اسم "الكنافة" باللغة العربية، وهو يشير إلى حلوى أخرى تشبه القطائف ولكنها محشوة بالجبن. ظهر الاسم لأول مرة في الترجمة العثمانية لكتاب الطبخ العربي "كتاب الطبيخ" الذي ترجمه محمد بن محمود الشرواني، وهو طبيب عثماني من القرن الخامس عشر. وفقًا للتقاليد الشفوية في ديار بكر، كان أول بائع للقطائف في المدينة صاحب متجر أرمني يُدعى أغوب.
تم تقديم نسخة محشوة بالجوز أو الفستق بنكهة القرفة تقليديًا من المجتمع اليهودي السفارادي في القدس خلال رأس السنة وعيد المساخر.

## أنواع القطائف واستخداماتها
هناك العديد من الوصفات والحلويات التي تستخدم القطايف، وقد تم توثيق بعضها في أول كتاب طبخ عثماني مطبوع، وهو كتاب "ملجأ الطباحين".
- تل قطائف [الإنجليزية]
- أكمك قطائف

- بودينج القطائف[6]
- الكنافة[7]
- أرضروم دولما[8]
- شوكولاتة دبي[9]
- بورما قطائف[10]
- طاش قطائف[11]
- حلاوة شكي [الإنجليزية]
- عثمانية[12][13]

## طالع أيضًا
- شكيرباري
- بسبوسة
- بقلاوة
- تولومبا
- قائمة الأطباق الشرق أوسطية

## معرض الصور

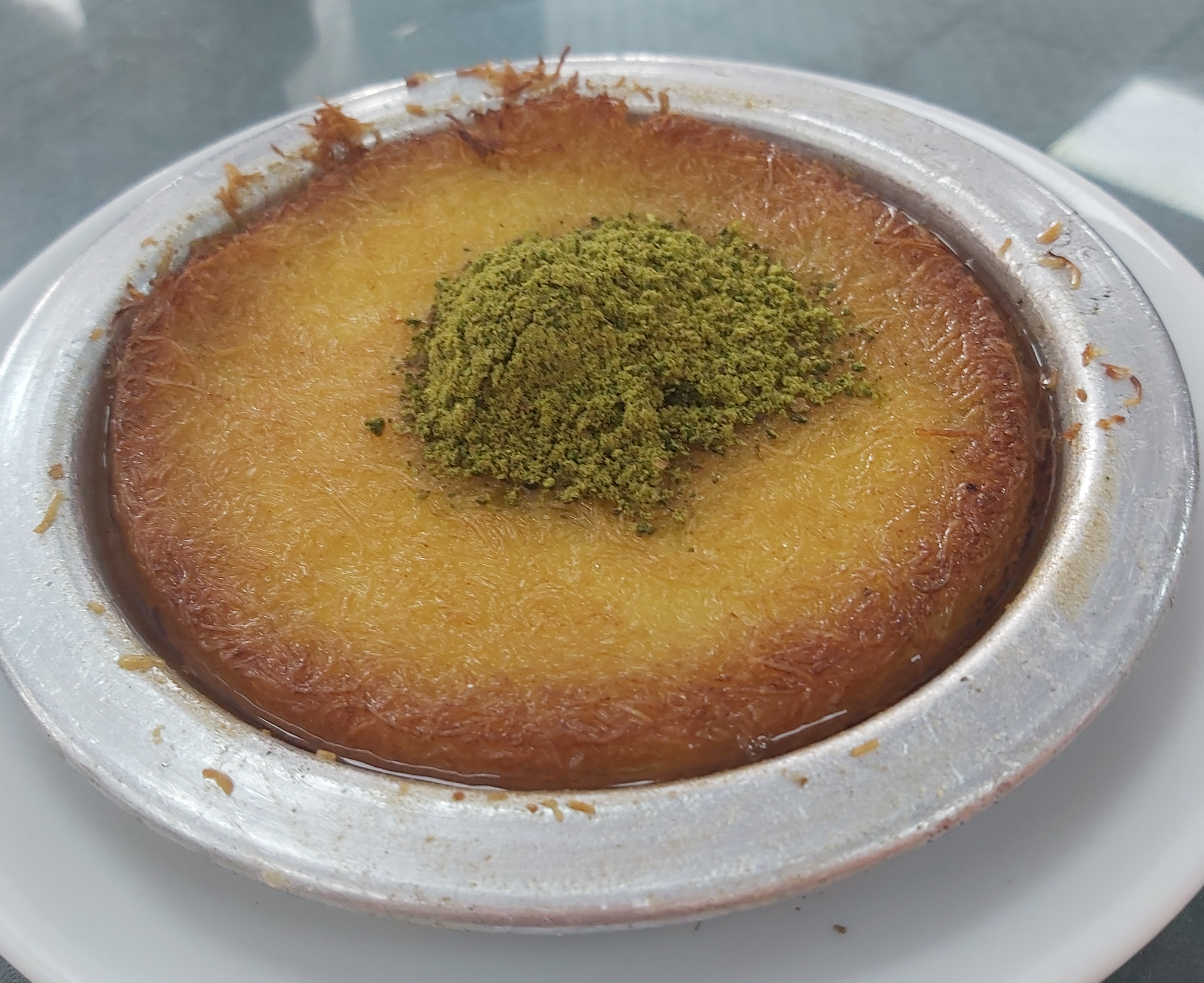
الكنافة
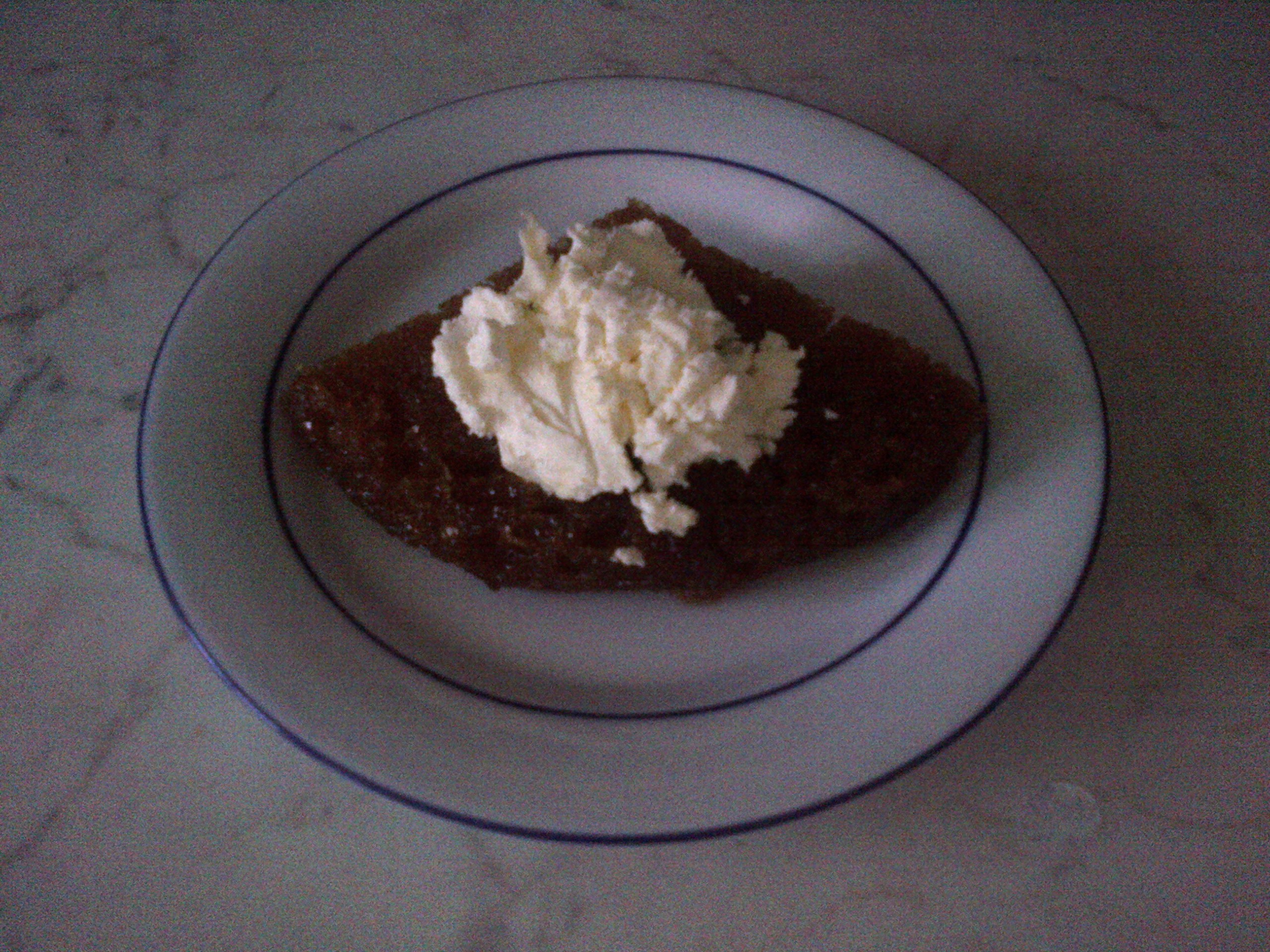
أكمك قطائف
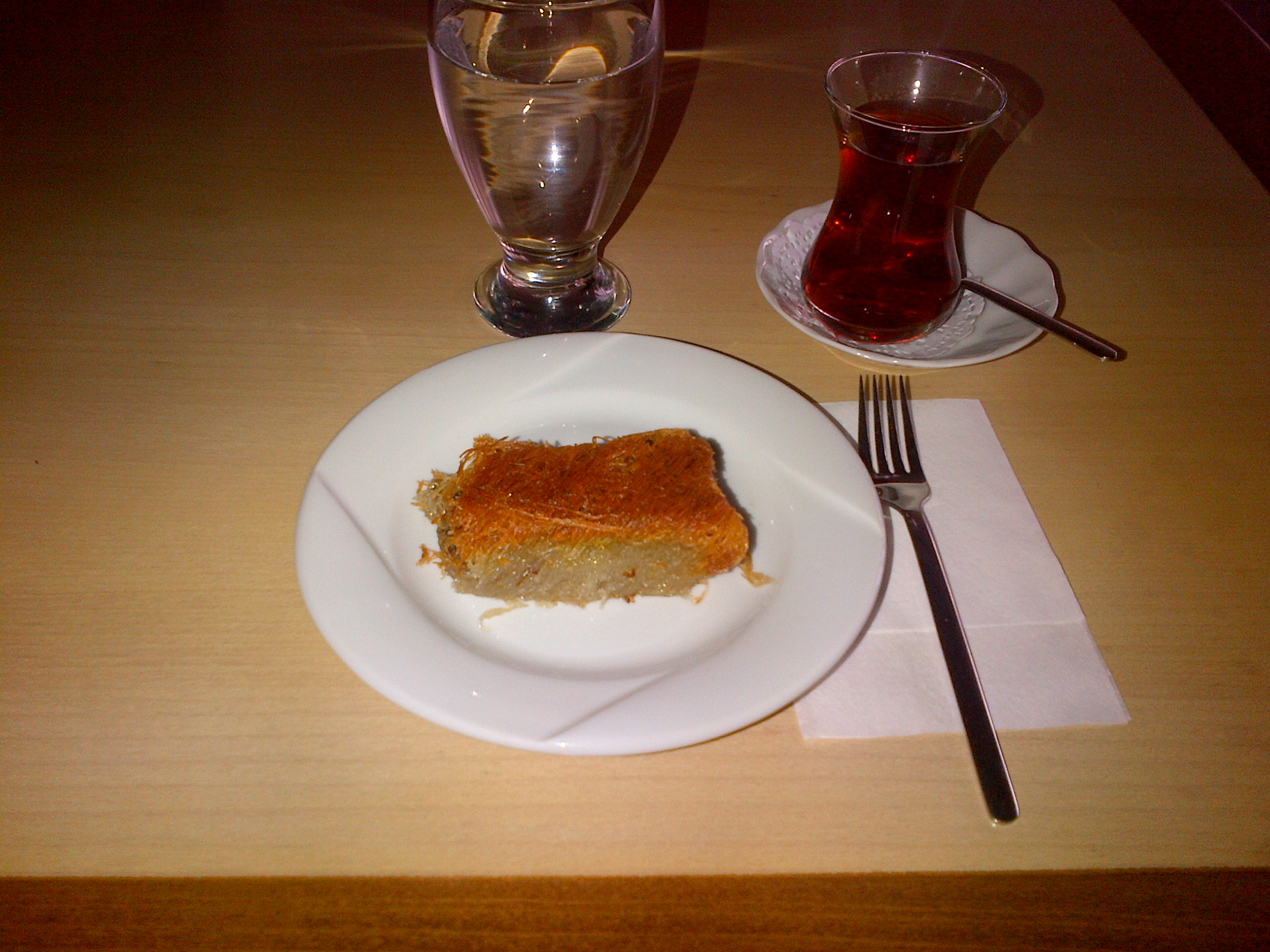
بورما قطائف
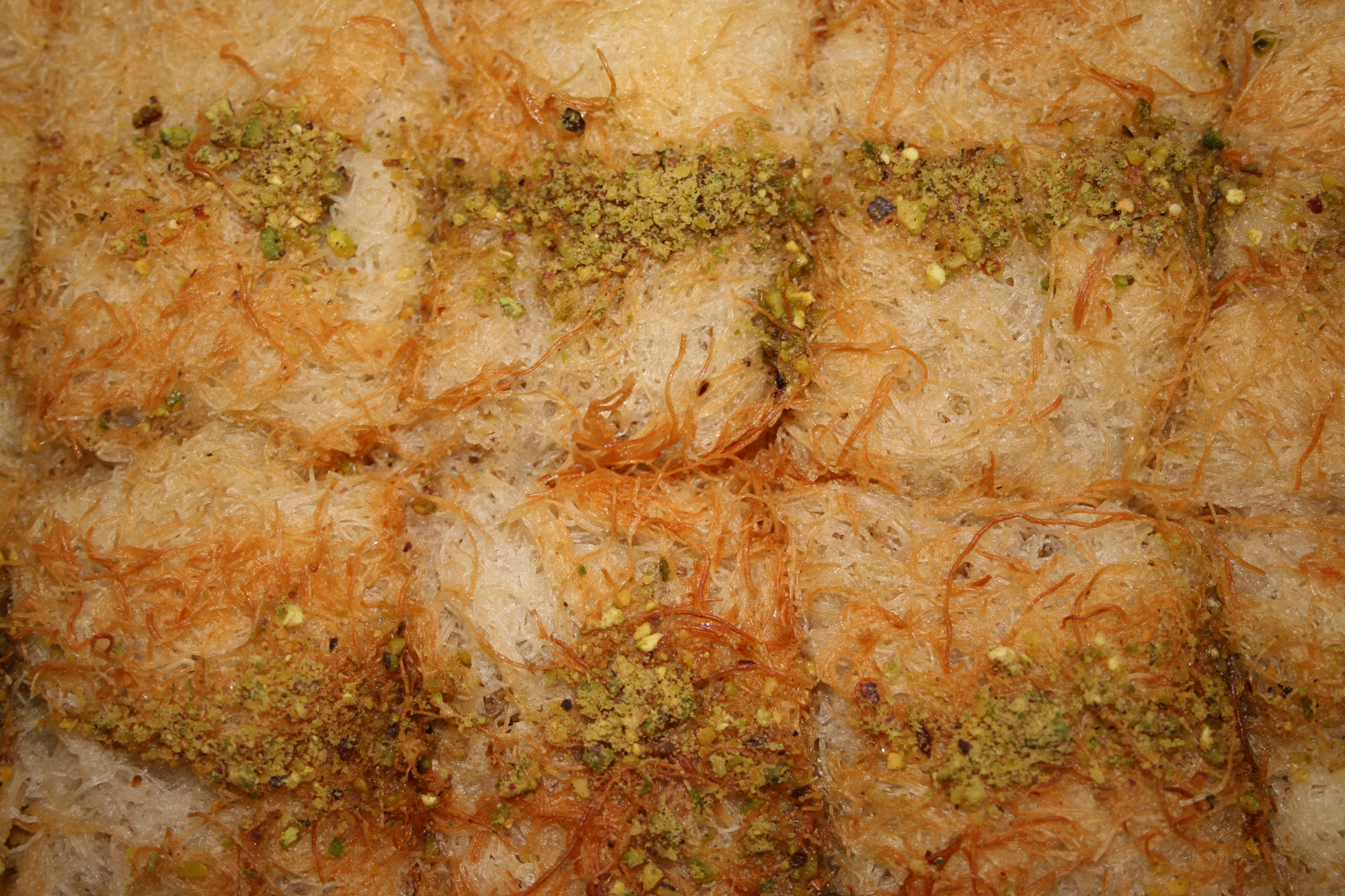
تل قطائف
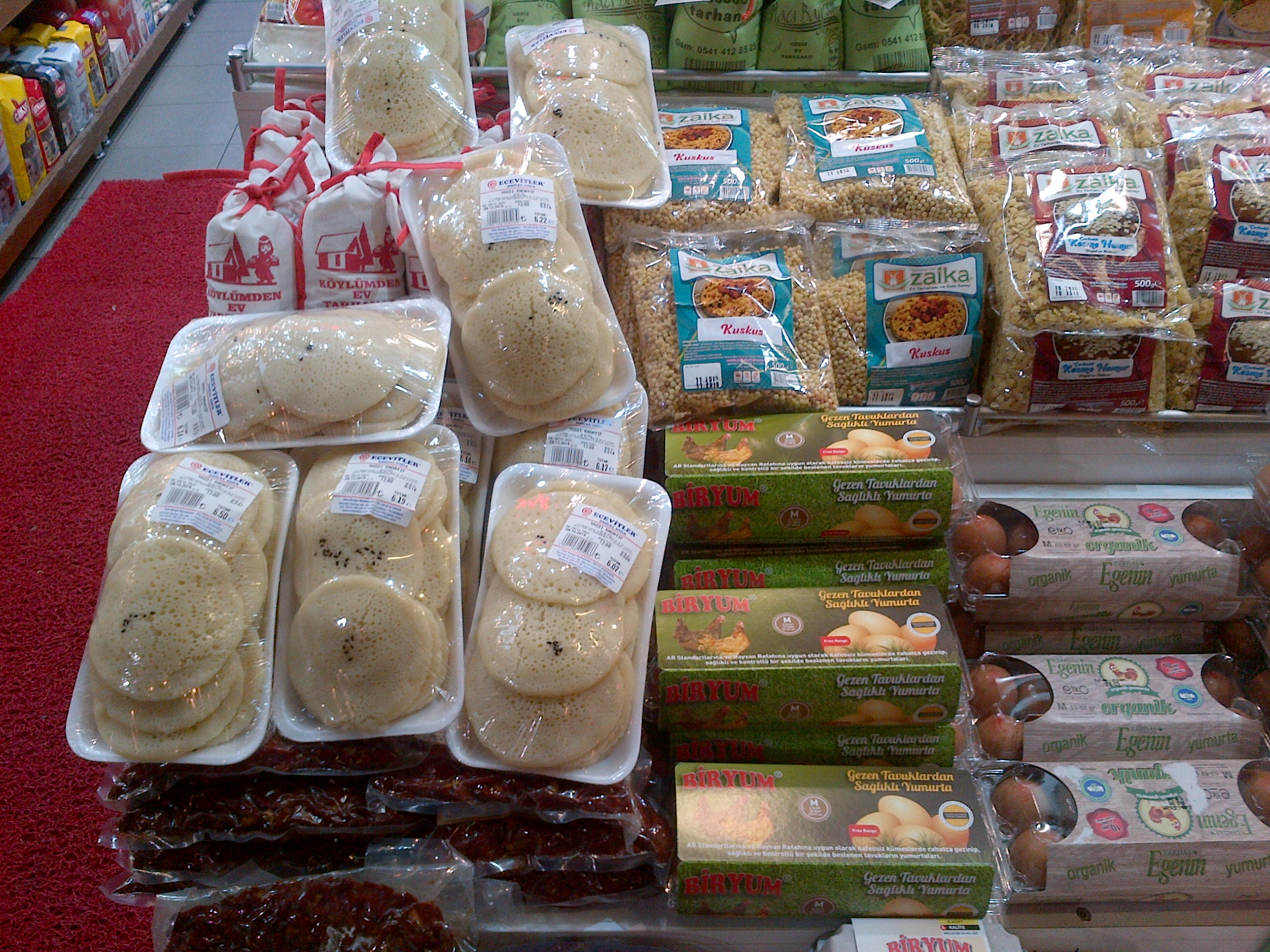
ياسي قطائف
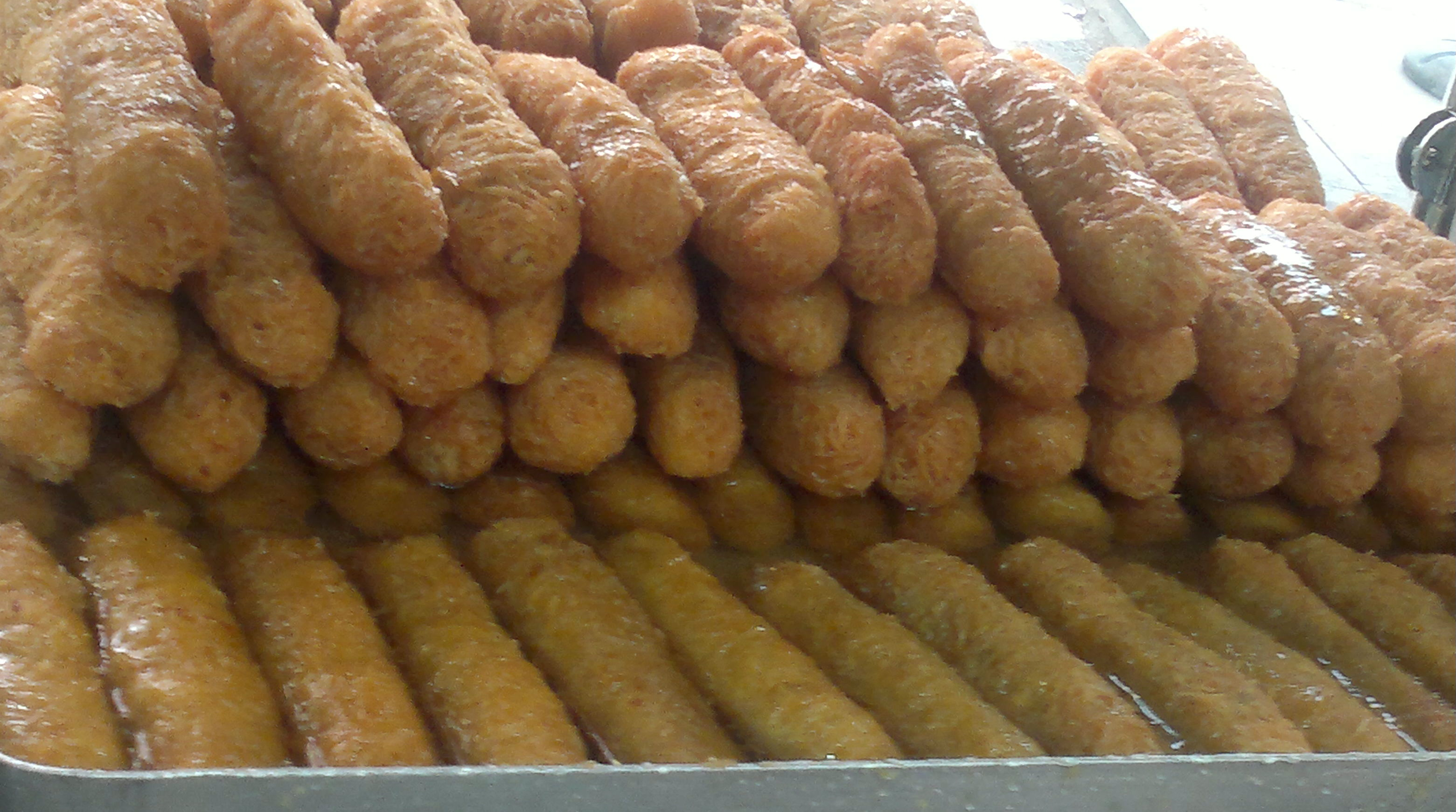
أرضروم دولما
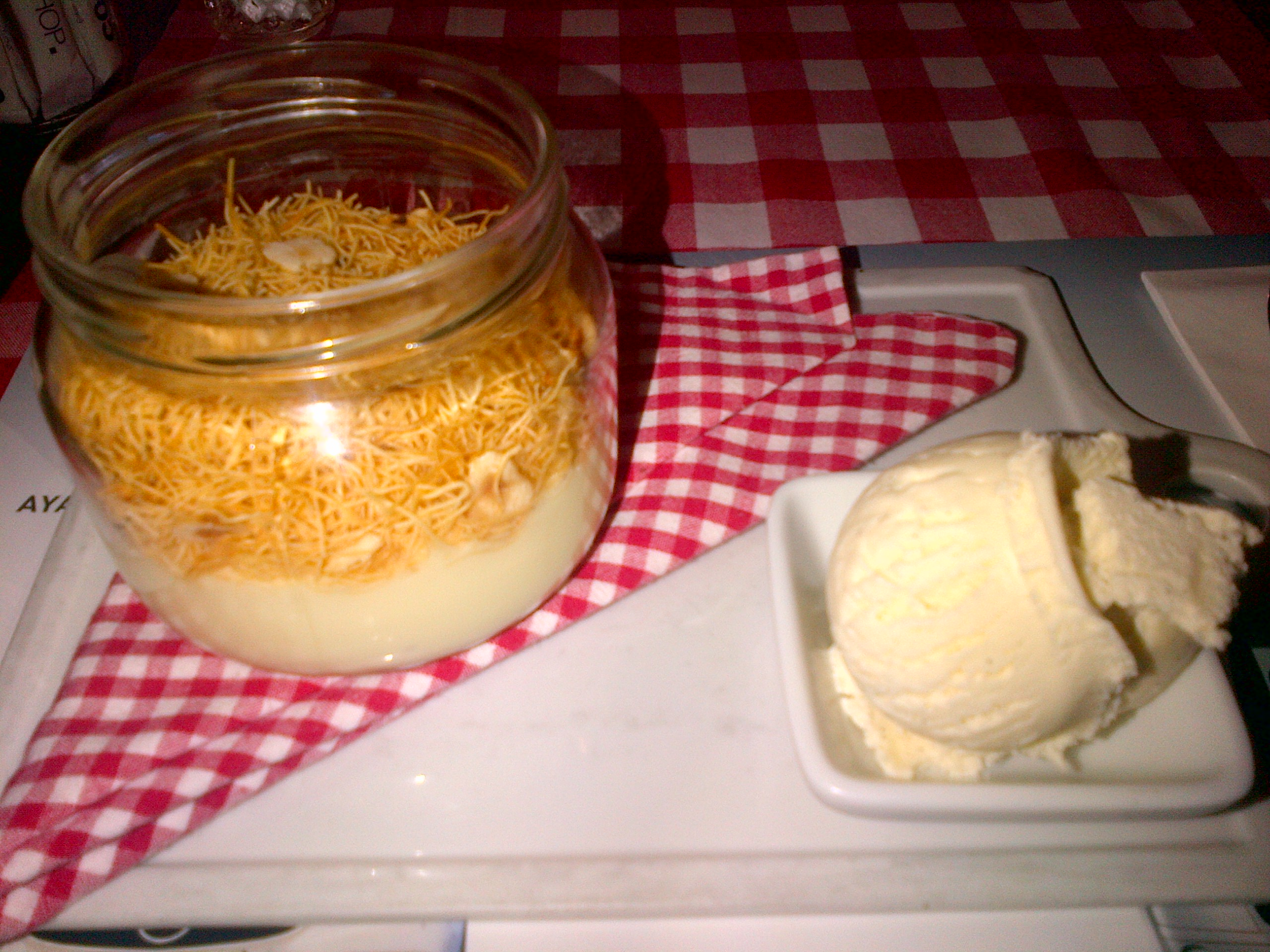
بودنغ الكاديف

## روابط خارجية
- تل قطائف (حلوى تركية خاصة). معيار تركيا TS 10344